# Ošelín
Ošelín é uma comuna checa localizada na região de Plzeň, distrito de Tachov.